# Gneomar von Zitzewitz
Gneomar von Zitzewitz, Gniewomir von Zitzewitz, ur. 1644, zm. 1707 – marszałek dworu (1669-1684) i zarządca domeny słupskiej księcia Ernesta Bogusława von Croya.
Syn landrata słupskiego Jana Adolfa von Zitzewitza, urodzony w 1644. Studiował na uniwersytecie w Gryfii. W 1661, po ich zakończeniu, został szambelanem na dworze księcia Ernesta Bogusława von Croya. Prawdopodobnie w tym czasie był również zaufanym zarządcą domeny słupskiej, będącej w posiadaniu Ernesta Bogusława. W 1667 przeniósł się, zgodnie z życzeniem wyrażonym przez księcia, do Królewca, gdzie urodziła się jego córka Regina. Z jej matką – Marią Fehr – mimo ponawianych żądań (również ze strony elektora brandenburskiego Fryderyka Wilhelma), nie wstąpił w związek małżeński (nie był za to potępiany przez księcia Ernesta Bogusława). Od 1669 pełnił urząd marszałka dworu (Hofmeister) księcia. Uznawany był za skutecznego administratora i dobrego gospodarza. Pozyskał zaufanie tak ze strony księcia Ernesta Bogusława, jak i elektora Fryderyka Wilhelma.  Był jednym z wykonawców ostatniej woli księcia, a na polecenie Fryderyka Wilhelma zabezpieczył i zinwentaryzował spuściznę dokumentową Ernesta Bogusława oraz pokoje z jego najbardziej wartościowymi kosztownościami. W testamencie księcia nie zostały mu zapisane żadne osobiste legaty. Od 1684 ponownie zarządca domeny słupskiej. Umierając w 1707, pozostawił swojej córce Reginie w spadku gotowiznę w wysokości 8250 talarów oraz majątek ruchomy wart niemal 30 000 talarów. Odziedziczyła ona również prawa do 5 wsi i 2 lub 3 folwarków.